# Постолиці
Постолиці (пол. Postolice, нім. Poselwitz) — село в Польщі, у гміні Вондрожі-Великі Яворського повіту Нижньосілезького воєводства.
Населення — 205 осіб (2011).
У 1975-1998 роках село належало до Легницького воєводства.

## Демографія
Демографічна структура станом на 31 березня 2011 року:
|          | Загалом | Допрацездатний вік | Працездатний вік | Постпрацездатний вік |
| -------- | ------- | ------------------ | ---------------- | -------------------- |
| Чоловіки | 104     | 17                 | 73               | 14                   |
| Жінки    | 101     | 27                 | 48               | 26                   |
| Разом    | 205     | 44                 | 121              | 40                   |